# Libro di Baruc
Il Libro di Baruc (in ebraico בָּרוּךְ‎?; in greco antico Βαρούχ?, baroúch AFI: [baˈruːkʰ]; in arabo باروخ‎?; in latino Barūch) è un testo contenuto nella Bibbia cristiana (Settanta e Vulgata) ma non accolto nella Bibbia ebraica (Tanakh). Come gli altri libri deuterocanonici è considerato ispirato nella tradizione cattolica e ortodossa, mentre la tradizione protestante lo considera apocrifo.
Le traduzioni vengono fatte dal testo in greco, l'unico disponibile al tempo, ma è stato trovato l'originale in ebraico. L'attribuzione pseudoepigrafa è a Baruc, segretario del profeta Geremia in Babilonia durante l'esilio (l'incipit riporta la data corrispondente al 582 a.C.). La composizione e il contenuto dei 5 capitoli sono variegati:
- 1,1-3,8 (forse poco dopo il 164 a.C.): introduzione storica pseudoepigrafa e preghiera penitenziale;
- 3,9-4,4 (II secolo a.C.): meditazione della Sapienza;
- 4,5-5,9 (seconda metà II secolo a.C.): esortazione e consolazione di Gerusalemme.

Nella Vulgata, seguita da altre versioni della Bibbia moderne e contemporanee, è aggiunto come capitolo 6 l'autonomo e deuterocanonico testo della Lettera di Geremia.

## Autore, lingua e data
Secondo l'introduzione sarebbe stato scritto da Baruc, segretario del profeta Geremia in Babilonia durante l'esilio (VI secolo a.C.) (cfr. 1,1-14).
Secondo i più moderni studi esegetici, il libro sarebbe stato scritto nella seconda metà del II secolo a.C.
Sembra che sia stato scritto direttamente in greco; forse la seconda parte è stata ripresa da un originale in ebraico.

## Divisione del testo
Il libro si compone di quattro parti molto eterogenee. La cosiddetta Lettera di Geremia nel canone della Chiesa cattolica compare come il sesto capitolo del libro. Nelle Chiesa ortodossa è considerata canonica ma non legata con il libro di Baruc.

Ecco allora una possibile divisione:
1. Introduzione storica 1,1-14[2];
2. Preghiera penitenziale degli esiliati 1,15-3,8[3];
3. Mediatazione sulla sapienza 3,9-4,4[4];
4. Esortazione e consolazione di Gerusalemme 4,5-5,9[5];
5. (Lettera di Geremia 6,1-72[6]).

## Importanza
Il libro ci introduce nella comunità ebraica della diaspora e ci mostra come la vita religiosa era mantenuta tramite i rapporti con Gerusalemme, con la preghiera e con l'osservanza della legge.